# Vallsjöskogen
Vallsjöskogen är ett naturreservat i Dorotea kommun i Västerbottens län.
Området är naturskyddat sedan 1993 och är 0,7 kvadratkilometer stort. Reservatet omfattar mark på bergets Predikstolbergets östsida och Prediktjärnen nedanför. Reservatet består av hällmarkstallskog högre upp och granskog längre ner.